# Елинек, Вильгельм (архитектор)
Вильгельм Елинек (нем. Wilhelm Jelinek ; 9 июня 1845, Нова-Пака — 8 февраля 1919, Вена) — австрийский архитектор и мастер декоративно-прикладного искусства.

## Биография
После окончания средней школы Елинек был учеником городского мастера-строителя Франца Шморанца Старшего в Хрудиме с 1860 по 1862 год. Затем он приехал в Вену и посещал занятия с Теофилом фон Хансеном в его специальной школе при Техническом университете. В Hansen он также работал в офисе до 1869 года и самостоятельно отвечал за управление строительством. Затем он перешёл в офис Карла Тица, где работал с 1869 по 1871 год. Несколько учебных поездок привели Елинек в Германию и Швейцарию, а также в Италию в 1872 году. Затем последовала работа в Союзе строительных компаний в Вене.
В 1874 году Елинек стал работать не по найму, сначала работая в одном офисе с Антоном Гроссом. После болезни в 1883 году Елинек продолжал управлять конторой в одиночку. С 1873 года он был членом Общества изящных художников в Вене и Австрийского общества инженеров и архитекторов. Он был связан с обоими учреждениями, был функционером и работал штатным архитектором Кюнстлерхауса, включая его ремонт. В 1910 году награждён Рыцарским крестом ордена Франца-Иосифа .
С началом Первой мировой войны в 1914 году начался профессиональный спад в карьере Елинека, и он попал в зависимость от выдаваемых ему стипендий. Елинек был женат и имел четверых детей. Похоронен на Центральном кладбище Вены .

## Работа
Вильгельм Елинек в первую очередь занимался строительством жилых и коммерческих зданий, которое он осуществлял в Вене и на юге Австрии. Они выдержаны в историческом стиле, в котором он любил использовать элементы итальянского Возрождения. На рубеже веков в декоре также можно найти влияние Венского сецессиона. Он также занимался дизайном интерьеров и разработкой проектов декоративно-прикладных предметов.

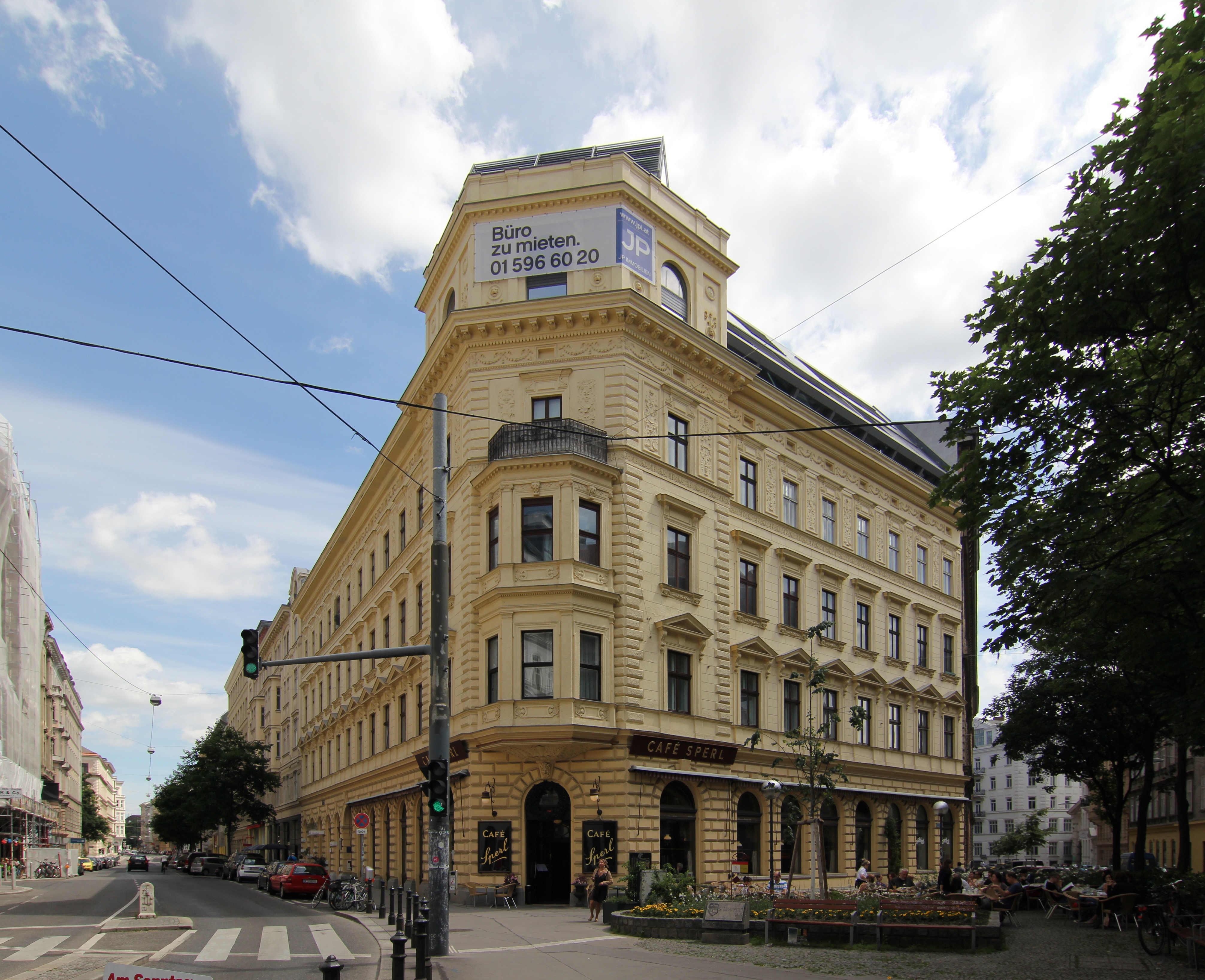
Кафе Sperl, Gumpendorfer Strasse 11-13 (1880 г.)

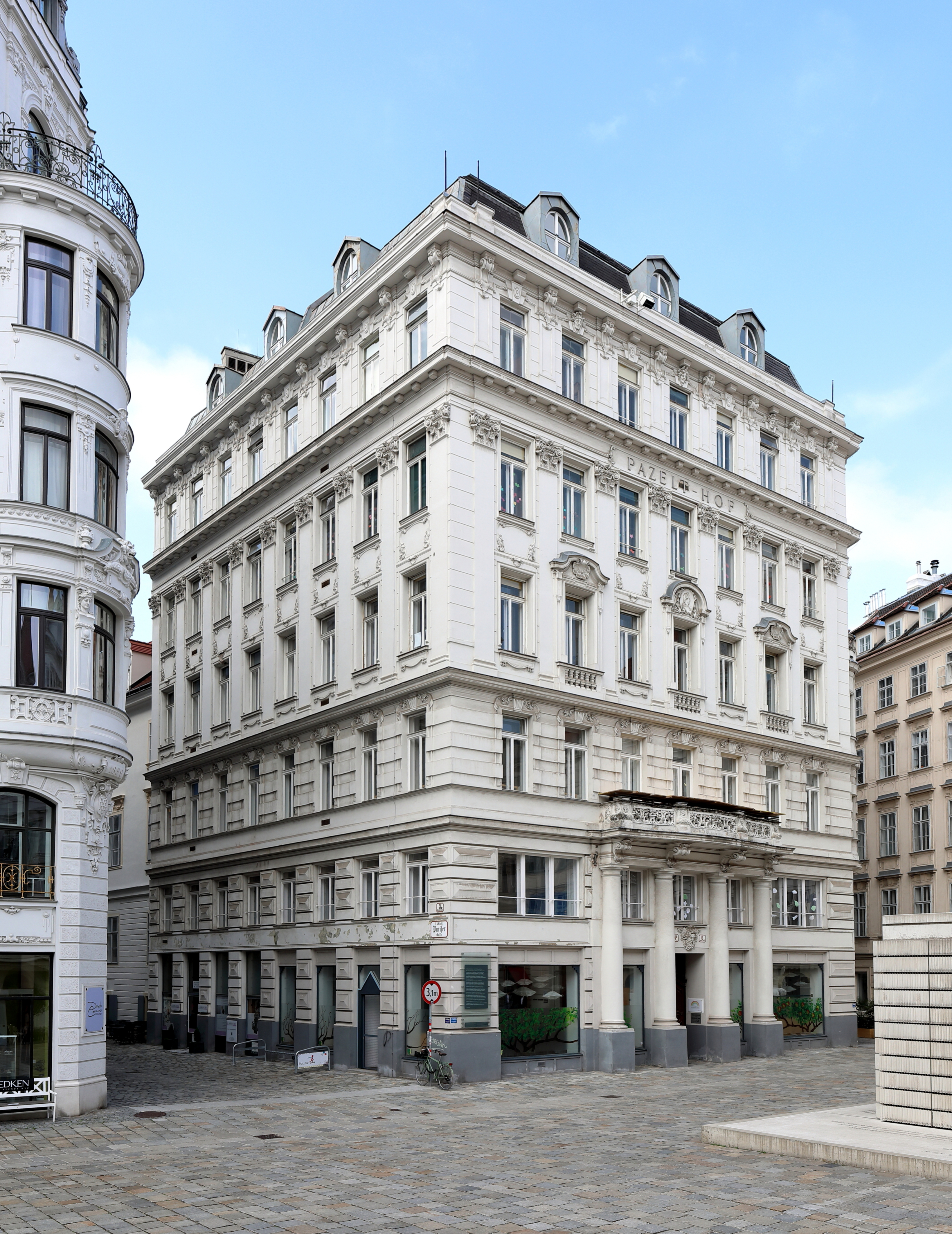
Патцельт-Хоф, Юденплац 6 (1900 г.)

- Дом Панфилли, Пьяцца делла Стационе, Триест (1878—1881 гг.)
- Арендный дом, Gumpendorfer Straße 11-13 / угол Léhargasse (Café Sperl), Вена 6 (1880 г.)
- Кафе Sperl, Gumpendorfer Strasse 11-13, Вена 6 (1880 г.), сохранилось в сильно изменённом виде.
- Аренда дворца, Linke Wienzeile 16, Вена 6 (1882)
- Банк Нижней Австрии Escoptegesellschaft, Kärntner Straße 7, Вена 1 (1882—1884)
- Группа домов «Zum Ritter», Маргаретенштрассе, Вена 4 (1887 г.)
- Аренда дома, Burggasse 31, Вена 7 (1887)
- Жилой и коммерческий дом Оскара Пишингера, Бурггассе 31, Вена 7 (1887 г.)
- Аренда дома, Linke Wienzeile 54 / Joanelligasse 2, Вена 6 (1889)
- Арендный дом, Магдалененштрассе 54, Вена 6 (1889—1890)
- Арендный дом «Zum Schlosserjungen», Margaretenstraße 41-43 / Große Neugasse 46, Вена 5 (1891—1892)
- Коммерческое и жилое здание, Gumpendorfer Straße 15, Вена 6 (1893—1894)
- Офисное здание магазина оптики Карла Мюллера (Krystallhof), Вена (около 1895 г.), реализация под вопросом.
- Доходный дом, Große Pfarrgasse 28 и 30, 2-й район Вены (около 1895 г.)
- Коммерческое и жилое здание, Schönbrunner Straße 40, Вена 5 (1896 г.)
- Жилое и коммерческое здание, Wipplingerstraße 20, Вена 1 (1899 г.)
- Жилой дом Patzelt-Hof, Юденплац 6, Вена 1 (1900 г.), под охраной памятника
- Жилое и коммерческое здание «Zum alten Babenberger Stadttor», Wipplingerstraße 21, Вена 1 (1900—1901)
- Семейный дом, Silbergasse 1, Вена 19 (1902)
- Реконструкция садов Кюнстлерхауса, 1-й район Вены (1902 г.), конкурс
- Преобразование Кюнстлерхауса, Вена 1 (1911 г.)
- Strassenhof, Taborstraße 24a, Вена 2 (1911—1912)
- Жилое и коммерческое здание (бывшее административно-жилое здание Gisela-Verein-Verein-Vereinsgesellschaft), Helferstorferstraße 17-19 / Hohenstaufengasse 10 / Wipplingerstraße 33, Вена 1 (1915—1917), завершение, дизайн Арнольда Карплюса .
- Palais Lehrner, Вена 4-й округ
- Palais Hieß, Вена 6-й округ
- Дворец Вагенманн, 6-й район Вены
- Вестибюль в кофейне Frörer, Kärntner Strasse 16, Вена 1-й округ
- Декоративно-художественные изделия (подсвечники, подставки для цветов) для Л. Вильгельма, Вена

## Использованная литература
- Jelinek Wilhelm // Österreichisches Biographisches Lexikon 1815–1950 (ÖBL). — Wien: Verlag der Österreichischen Akademie der Wissenschaften, 1965. — Bd. 3. — S. 99.